# 神太郎
神 太郎（じん たろう、1942年〈昭和17年〉8月31日 - 2024年〈令和6年〉11月7日）は、日本の俳優、タレント、ディスクジョッキー、ナレーター。

## 略歴
福島県郡山市出身。東洋大学経済学部卒業。オフィス・トゥー・ワン所属。
父親は判事で、小学生時代まで福島県郡山市で過ごし、中学・高校時代は岩手県盛岡市で過ごす。
大学時代は放送研究会に所属。大学在学中から俳優として活動。
大学卒業後、落語家を志し立川談志に弟子入り。1年ほど修行を積むが、低音の声質が「落語家向きではない」と指摘され断念。1968年、ラジオ関東の深夜ラジオ番組『ヒット・ゴー・リーダーズ』のDJで芸能界デビュー。
芸名は、「神」という字が好きだったのと、神という字が日本的に見えたので名前も純日本風にということで「太郎」を選んで名付けた。
1970年のテレビドラマ『柔道一直線』（TBS）に、桜丘高校柔道部主将・黒井役でレギュラー出演。以後、映画やテレビドラマに出演する一方、独特の低音を生かしナレーター、DJ、司会などでも活躍。
1972年『新諸国物語 笛吹童子』（TBS）に霧の小次郎役でレギュラー出演。当時の紹介記事では「ファンの方々に恥ずかしくない演技を見せたい」と述べている。
沖縄海洋博覧会（1975年）、国際科学技術博覧会（1985年）など、ナショナルイベントの司会も努めた。1983年からはグルメバラエティ番組の草分的存在『クイズ地球まるかじり』（テレビ東京）でリポーターを担当。グルメリポーターの第一人者として広く世間に知られ人気を博した。近年はコミュニティFM局・エフエム世田谷『神太郎 金曜JUKEBOX』のパーソナリティをはじめ、舞台、講演などで活動する傍ら、TOKYO FMが運営する「パーソナリティ・カレッジ」の講師として後進の指導に当たっていた。
2024年11月7日死去。82歳没。

## 出演

### テレビドラマ
- 東京コンバット 第32話「血ぬられたゲーム」（1969年、フジテレビ）
- 女殺し屋 花笠お竜 第14話「晴れ姿女三匹勢揃い」（1970年、東京12ch） - 独眼竜
- 柔道一直線（1970年 - 1971年、TBS） - 桜丘高校柔道部主将・黒井
- 夕空晴れて 第1話（1971年、フジテレビ）
- 千葉周作 剣道まっしぐら 第38話「男の挑戦」- 大島玄斎
- ザ・ガードマン 第344話「煙突の上で無理心中したヌードの美女」（1971年、TBS） - ヤプー
- 一心太助 （フジテレビ / 国際放映） - 三五郎
  - 第10話「男一匹子守唄」（1971年）
  - 第14話「人情勧進相撲」（1972年）
  - 第18話「親分！おひかえなすって」（1972年）
  - 第19話「昔より女ならでは」（1972年）
- なんたって18歳! 第28話「まどかちゃんがいっぱい」（1972年、TBS） - 三崎タカシ
- 清水次郎長 第52話「さよなら清水港」（1972年、フジテレビ） - 弥助
- 紫頭巾 第6話「危機一髪」（1972年、東京12ch）
- 変身忍者嵐 第18話「イノシシ大砲!百万発!!」（1972年、毎日放送） - 山賊・松之助
- 新諸国物語 笛吹童子（1972年 - 1973年、TBS） - 霧の小次郎
- 土曜日の女シリーズ / 闇に浮かぶ微笑み（1973年、NTV）
- 非情のライセンス（NET→テレビ朝日）
  - 第1シリーズ 第8話「兇悪の罠」（1973年） - 泉武
  - 第1シリーズ 第39話「兇悪のライフル」（1973年） - 三上
  - 第3シリーズ 第22話「兇悪の罠・愛しい死線」（1980年） - 西新宿署刑事
- 花の生涯（1974年、日本テレビ）
- Gメン75（TBS）
  - 第3話「警官殺し!」（1975年） - 松宮巡査
  - 第46話「白バイ警官連続射殺事件」（1976年） - 白バイ警官・宮坂
  - 第67話「部長刑事暗殺」（1976年）−中沢二郎巡査
  - 第81話「灰色高官殺人事件」（1976年）
  - 第120話「覗かれた女の部屋」（1977年） - ジム・片瀬
  - 第178話「速水刑事を射つ男たち」（1978年） - 坂本巡査
- 風と雲と虹と（1976年、NHK） - 源隆
- 事件ファイル110 甘ったれるな 第13話「女子高生・復讐の赤い殺意」（1976年、TBS）
- 同心部屋御用帳 江戸の旋風II 第48話「韋駄天むすめ」（1977年、フジテレビ）
- 特捜最前線（テレビ朝日）
  - 第14話「過去を撃つ女」（1977年） - 長沢刑事
  - 第119話「サウスポーは死の匂い!」（1979年） - 味沢政彦
  - 第151話「喝采・地上20メートルの密室!」（1980年） - プロデューサー・金山
  - 第202話「包帯をした銀行ギャング!」（1981年） - 法賀
- 明日の刑事 第4話「男と女の東京物語」（1977年、TBS）
- 江戸の鷹 御用部屋犯科帖 第31話「怨み花・浴槽の死美人」（1978年、テレビ朝日）
- 草燃える（1979年、NHK） - 平知盛
- 柳生一族の陰謀 第18話「沈丁花は殺しの匂い」（1979年、関西テレビ） - 音羽伝介
- 熱い嵐（1979年、TBS） - 原田宗助
- 江戸の激斗 第20話「傷だらけの二人」（1979年、フジテレビ）
- ザ・スーパーガール 第31話「異常夫婦の危険なレイプ」（1979年、東京12ch）
- 新・江戸の旋風 第8話「泣く子に捧げる風ぐるま」（1980年、フジテレビ） - 寅蔵
- 新五捕物帳 第104話「火あぶりの女」（1980年、日本テレビ）
- 江戸の朝焼け 第5話「辻斬り異聞」（1980年、フジテレビ）
- 関ヶ原（1981年、TBS） - 池田輝政
- 鬼平犯科帳'81（萬屋錦之介） - 高萩の捨五郎
- 鞍馬天狗（1981年 - 1982年、TBS） - 永倉新八
- 時代劇スペシャル 怪盗夢吉忍び控（1982年、フジテレビ）- 同心
- 金曜エンタテイメント「女弁護士・水島由里子の危険な事件ファイルNo.1 私は殺される」（1997年、フジテレビ）
- リバースエッジ 大川端探偵社 第4話「アイドル・桃ノ木マリン」（2014年、テレビ東京）
- ドラマスペシャル「瀬戸内少年野球団」（2016年、テレビ朝日）

### 映画
- 霧にむせぶ夜（1968年、松竹）
- 不良番長 練鑑ブルース（1969年、東映） - 大河
- 不良番長 王手飛車（1970年、東映） - ダンプ
- 殺し屋人別帳（1970年、東映） - 和夫
- 女番長ブルース 牝蜂の逆襲（1971年、東映） - 日下
- 非情学園ワル（1973年、東映） - 山上
- 女囚さそり けもの部屋（1973年、東映） - 正男
- 股旅（1973年、ATG） - 平右衛門
- 学生やくざ（1974年、東映） - 高岡竜次
- 狼よ落日を斬れ（1974年、松竹） - 新選組副隊長
- 任侠花一輪（1974年、東映） - 松岡鉄男
- 暴力教室（1976年、東映） - マスター
- 脇役物語（2010年、シネリック） - 電車のビジネスマン

### 舞台
- モンテンルパの夜はふけて（2007年7月、東京芸術劇場）
- 新説・おばこ旅館物語（2008年11月、築地本願寺ブティストホール）
- 冬の星座（2010年5月、築地本願寺ブティストホール）
- 婢伝五稜郭（2010年11月、俳優座劇場）
- 天切り松闇がたり〜衣紋坂から（2011年6月、銀座博品館劇場）
- G&Gアクターズファクトリープロデュース公演 vol.3「夏草〜夜明けを待ちながら〜」（2011年10月、赤坂レッドシアター）
- サロメ（2012年5月 - 6月、新国立劇場）
- 後鳥羽伝説殺人事件（2024年5月、渋谷区文化総合センター大和田 伝承ホール） - 近藤征夫[7][8]

### 司会
- ヤング・インパルス（テレビ神奈川）
- 沖縄海洋博覧会前夜祭・開会式・閉会式・日本の日祭典
- 国際科学技術博覧会つくば'85開会式・閉会式・日本政府出展施設 合同開館式・閉館式
- 長崎オランダ村世界の祭り
- 国際花と緑の博覧会開会式・閉会式
- すみだ5000人の「第九コンサート」（1985年 - 1996年）
- 東京ボールルームダンスアカデミー（1990年 - 1992年）
- 東芝静岡カップ'92
- 国際サッカーフェスティバル
- 関西国際空港開港式典（1994年9月29日）
- 第41回全国植樹祭（1996年5月14日）

### 歌
- いい娘に逢ったらドキッ（作詞/阿久悠 作・編曲/三木たかし 歌/伊藤咲子 1976年）※同曲でのイントロ、間奏部分のナレーション

### 吹き替え
- バミューダの謎/魔の三角水域に棲む巨大モンスター!（1979年、ゴールデン洋画劇場） - エリック（カール・ウェザース）

### ナレーター
- 戦後秘話 宝石略奪（1970年、東映）
- 大空港（1978年 - 1980年、フジテレビ）
- キャプテンフューチャー[9]（1978年 - 1979年、NHK）
- 東京大地震マグニチュード8.1（1980年、読売テレビ）
- 爆走!ドーベルマン刑事（1980年、テレビ朝日）
- 警視庁殺人課（1981年、テレビ朝日）
- 火曜サスペンス劇場「たそがれに標的を撃て」（1982年、日本テレビ）

### ラジオ
- お若けえのお待ちなせえ（TBSラジオ）
- ヒット・ゴー・リーダーズ
- 男のラジオTO-NITE（ラジオ関東）
- 東芝 ステレオ・サンデー・ミュージック（エフエム東京）
- DAY BREAK（JFNC）
- 神太郎 金曜瓦版（エフエム世田谷）

### バラエティ
- 6時です!4チャンネル（日本テレビ） - リポーター
- クイズ地球まるかじり（テレビ東京） - リポーター
- 絶品!地球まるかじり（テレビ東京） - リポーター
- 住宅バラエティー 我が家・大作戦!（テレビ東京）

### CM
- キリン・シーグラム「ボストンクラブ」 - ナレーター